# 柬埔寨电信网络诈骗
柬埔寨电信网络诈骗是指在柬埔寨多地发生的有组织电信诈骗犯罪活动。2020年，随着柬埔寨禁赌令和2019冠状病毒病的双重影响，大量有中资背景的柬埔寨赌场和酒店转为电诈园区，吸引主要来自中国大陆的诈骗集团入驻，和犯罪集团有密切联系的当地政府和警察为其提供庇护并收取保护费。这些诈骗集团通常还涉及跨国人口贩卖、洗钱、强迫劳动及奴役、虐待、谋杀、强迫卖淫等犯罪活动，影响波及中国大陆、台湾、香港、越南、泰国、韩国等世界多地，曾被日本经济新闻、半岛电视台、BBC、KBS在内的多国媒体和联合国、国际刑警组织、国际特赦组织等国际组织报道揭露。

## 背景

### 电诈产业发展
20世纪90年代末，台湾开始出现电信诈骗组织。2008年前后，各类电信诈骗黑帮蔓延至中国大陆及各东南亚国家，中国大陆、台湾、柬埔寨等地警方也开始进行跨国反诈骗合作。2011年便有188名诈骗犯罪嫌疑人在柬埔寨被抓获。2015年，有台湾詐騙集團被上海公安局指控在柬埔寨设置诈骗窝点，在中国大陆、台湾骗取民众「到國外打工」，通过落地后扣留被骗者护照并强迫工作、限制外出的形式运作，10月31日，168名诈骗犯罪嫌疑人在柬埔寨被捕。2016年开始，柬埔寨境内的电诈组织大幅增加:6。

### 柬埔寨博彩业与非法网赌园区
在电诈产业发展的同时，21世纪10年代中期开始，柬埔寨凭借合法网络博彩吸引中国资本大量涌入，开设以接待中国人为主的赌场和酒店。至2019年，柬埔寨出现了163家合法赌场，西哈努克港（简称「西港」）因为在其中占有91家被称为「网络博彩之城」，集中了数十万从事博彩业的华人。由于腐败和监管宽松，大量没有牌照的非法「网投」（指非法网络赌博）园区通过租借并向合法赌场缴纳保护费的方式运作，这些非法园区会以高薪和包出国机票的话术吸引中国人前去务工，「员工」会被扣押护照，被园区以军事化管理强迫推广网络博彩，交给公司不菲的「赔付金」才准离开。管理混乱的园区也催生了大量恶性治安事件，2019年4月25日，一名17岁的中国公民周杰从柬埔寨波贝的一家「网投」公司坠亡，根据当地媒体的报道，周杰因为从园区逃走被悬赏5000美金，被抓回后「在『小黑屋』被折磨5天，再被赤身裸体推下楼。」。2019年8月18日，在中国大陆的影响下，时任总理洪森颁布禁赌令，宣布将停止颁发新的网络赌博牌照并于2020年1月1日全面禁止网络赌博:6。

## 历史

### 博彩转型（2020-2022）
2020年开始，在禁赌令和COVID-19的双重作用下，柬埔寨赌博业遭受重大打击，有的犯罪组织从柬埔寨转移至缅甸。随着疫情期间线上办公需求的增加，电诈产业规模也愈发扩大，柬埔寨大量「网投」园区陆续转换为电诈园区。这些电诈园区经营着年产值上百亿美元的非法网络博彩、诈骗、人口贩卖、洗钱等跨国犯罪活动:6-7:22。电诈犯罪集团往往通过交保护费获得当地官员庇护。2021年4月，一名前柬埔寨少将及其六名同伙被柬埔寨法院指控使用军车协助28名中国公民偷渡柬越边境。也有的电诈犯罪集团运营者本身就和柬埔寨政坛权贵息息相关：2022年，洪森的亲信柬埔寨参议员符國安的女婿Rithy Samnang被美国媒体指控为「凯旋」电诈园区的实控人。2025年7月，符國安本人被泰国警方指控为多个电诈园区的所有人，其在泰国价值2700萬泰銖的资产被冻结，随后泰国警方遭到洪森的批评。
2021年起，随着影响范围的扩大，柬埔寨电诈犯罪的内幕开始被大量新闻媒体报道披露:22。2021年9月，日本經濟新聞发布调查称来自中国和其他东南亚国家的成千上万人被贩卖到柬埔寨电诈园区遭受奴役折磨。2022年7月，半岛电视台发布纪录片指控来自中国的两名西港富商「金水中国城」实控人董勒成和「凯博中国城」实控人徐愛民与柬埔寨政客勾结，在旗下电诈园区的运行中大量获利。2022年9月，美国独立媒体ProPublica调查了柬埔寨的人口贩卖以及柬埔寨犯罪团伙针对美国人的诈骗行为，将西港称为柬埔寨的「诈骗之都」。2023年3月，BBC报道了西哈努克港皇乐园区（由曾任西港賭場協會會長的柬埔寨勋爵黃繼茂所有）所从事的「杀猪盘」诈骗，指控柬埔寨当地政府包庇园区犯罪集团。4月19日，西港省政府发表声明予以否认。
柬埔寨电诈集团的犯罪也在世界范围内引发大量民间舆论。2021年下半年开始，柬埔寨电诈人口贩卖在台湾由于受害者逐渐增多成为社会议题，据台湾刑事警察局預估，從2021年6月至2022年8月，已有超过千名台湾人被诱骗柬埔寨电诈园区。2022年2月，来自中国大陆的李亞緣綸自曝被骗至诈骗园区后沦为血奴，逃出园区后被中柬義工隊及中柬第一医院救治，2月28日，当地警方称该事件「纯属编造」，并以「提供虚假申报」、「煽动歧视」等罪起诉李亞緣綸、中柬義工隊队长陳寶榮、陳寶榮助手陳曉華和中柬第一医院医生譚小梅四人。次年8月21日，中柬第一医院由于「无证行医」被关停。

### 联合国报告后（2022至今）
2022年，柬埔寨电诈犯罪问题得到国际组织与各国政府的广泛关注，中国、泰国、印度尼西亚、巴基斯坦、越南都发布了针对柬埔寨电诈犯罪集团的警报。2022年3月，国际刑警组织开展打击人口贩卖犯罪的「Operation Storm Makers」，柬埔寨电诈犯罪团伙被列为打击目标。8月，美国国务院发布2022年《人口贩运报告》，将柬埔寨的评级降至最低的3级，指控柬埔寨政府腐败、包庇犯罪团伙。同月，联合国发布关于柬埔寨人权问题的报告，将柬埔寨电诈窝点形容为「人间炼狱」（living hell）。9月，有联合国工作人员向柬埔寨政府致信称已经有超过10万人被贩卖至柬埔寨被奴役、强迫犯罪以及性剥削:23。迫于国际社会的压力，柬埔寨政府在联合国报告公布的当天承认了电诈问题，宣称将开展打击活动，开始解救受害者并关停电诈园区。
然而，柬埔寨政府的打击被多次批判浮于表面，国内的大商人和电诈园区的政治保护伞几乎没有被逮捕，从2022年到2025年，电诈园区在柬埔寨的规模甚至在扩大，人权活动者以及电诈报道者反而承受了被逮捕、迫害的风险:23-24。2023年6月，国际刑警组织发布全球性警告称电诈人口贩卖犯罪正在演变成全球性威胁。2023年8月，联合国人权办发布关于东南亚的电诈报告，称数十万人被拐卖到柬埔寨从事电诈。2025年6月，国际特赦组织发布长达244页的报告《我是别人的财产》，确认柬埔寨境内的53个电诈园区，并指控柬埔寨当局「对此不仅知情，还表现出极度无效甚至腐败的态度」。
柬埔寨与世界各国的关系也因政府对电诈犯罪的保护而不断恶化。2023年8月，泰国国家警署副署长素拉差·哈班称自己在2022年4月和柬埔寨警方参与营救超过3000名被困电诈园区的泰国人时，由于柬埔寨警方和电诈园区的勾结，只有约100名受害者获救，为此他甚至与时任柬埔寨警察总监，后当上柬埔寨副首相的洪森侄女婿内萨文「对峙，指责他试图破坏这次任务」。2024年6月，美国国务院在当年的《人口贩运报告》继续将柬埔寨评为最低的3级，指责柬埔寨高级官员直接参与电诈产业并受益其中，并于9月制裁了柬埔寨勋爵、洪森亲王顾问、柬埔寨参议院议员李永法，指控其为大量电诈园区的所有人。2024年10月22日，韩国广播公司调查了位于金边附近的「芒果」电诈园区，发现内有大量韩国公民遭奴役、虐待；报道公开后两天，柬埔寨警察从被指控的园区内拘捕了上百名犯罪嫌疑人。「芒果」园区本为柬埔寨太子集团与福建闽柬实业于2017年11月22日共同投资的芒果加工厂，然而「不到一年就倒闭了」，后发展为大型电诈园区。太子集团曾被中国司法系统在判决书内评价为「臭名昭著的跨国在线赌博犯罪团伙」，并被自由亚洲电台指控开设位于财通的「金运」电诈园区。其实控人陈志为柬埔寨中国移民，于2020年被授予柬埔寨公爵，曾与柬埔寨内政部长韶肯合作经商，长期担任韶肯、洪森、洪玛奈、韩桑林等柬埔寨高官的私人顾问。
2025年7月，柬埔寨和泰国爆发边境争端。7月27日，因被洪森泄露私人通话内容被免职的泰国前总理，时任泰国文化部长佩通坦表示冲突与泰国对柬埔寨电诈团伙的打击相关。泰国对赌博业的发展野心也是其加大对柬埔寨电诈园区打击的原因，与洪森家族关系密切的柬埔寨两名参议员兼富商符国安、李永法曾因涉嫌运营电诈园区被泰国审查通缉，这被新加坡亚洲新闻台认为是泰柬冲突的导火索。

## 形式

### 电诈园区
柬埔寨的电诈园区通常以赌场、酒店、公寓、写字楼、工业园等形式为掩护，由「物业」、「公司」、「员工」三方组成。「物业」为园区建筑的实际业主及其直属的组织，负责运营电诈园区的水、电等基础设施，会在建筑周围筑带有铁丝网的围墙，安设监控设备并安排武装保安巡逻来防止「员工」随意出入。「物业」的实际控制人多为和当地政府有密切联系的华裔富商，会为入驻其中的电诈组织提供政治保护伞使其免于警方追查。「公司」是在园区内向「物业」缴纳租金和保护费的电诈犯罪团伙，其头目通常称为「经理」或「老板」，在园区内控制「员工」运营各类电诈、洗钱及人口贩卖犯罪活动。有时「物业」也会直接运营直属的电诈「公司」或是给「公司」提供技术支持。「员工」是被「公司」所奴役的最底层受害者，会被强迫实施犯罪行为，并遭受「公司」的虐待。

### 跨国人口贩卖
柬埔寨电诈犯罪集团会通过在网络发布虚假工作信息，从世界范围诱骗多国国民通过合法或非法的方式前往柬埔寨。但是随着人口贩卖犯罪事实的大量曝光，也有犯罪集团会以「犯罪初创公司」和高薪来吸引各国人前去主动从事诈骗，有的成员可以自由外出。
中国大陆是柬埔寨电诈人口贩卖的重要来源地，犯罪集团会把受害者吸引至广西、云南等边境省份，当受害者与犯罪集团在现实接头后便会被限制人身自由，再被犯罪集团和本地蛇头勾结偷渡至越南、缅甸、老挝等国后转运至柬埔寨。2024年，一名14岁的男孩被月薪1万人民币的工作引诱至广西被绑架，后被偷渡到越南，被有越南人司机参与的犯罪组织多次转车运送到位于西港的电诈园区。台湾也出现大量人员被诱骗，犯罪团伙会为受害者购买机票，待受害者落地柬埔寨直接运送到电诈园区:62-69。
2023年10月，缅北果敢四大家族被中国通缉，位于缅甸掸邦果敢的电诈园区在1027行动后被缅甸民族民主同盟军清除。2025年1月，王星事件引起中缅泰三国联合打击缅甸克伦邦妙瓦底的电诈园区。在这其中也有缅甸电诈犯罪集团向柬埔寨转移并参与人口贩卖:64-65。2025年7月，根据柬埔寨警方估算的数据，已有超过2000名韩国人在中国黑帮的管理下当地从事电诈行业，会「将中国人上家制作的诈骗剧本翻译成韩语，用韩语进行网络直播吸引受害者注意，用韩语接听电话等，通过彻底的分工化和韩国化坑骗韩国国民」。此外，与柬埔寨接壤的泰国和越南也有大量人口贩卖受害者。

### 奴役、强迫劳动与虐待
被贩卖到电诈园区之后，电诈园区内的「员工」会被奴役进行电诈活动。犯罪团伙会给受害者洗脑，故意制造恐怖的气氛让受害者放弃逃跑:56-58。受害者如果怠工或是没有完成规定的业绩，就会被犯罪团伙以殴打、关小黑屋、电棍电击、戴手铐等形式虐待。有的受害者还遭到性剥削:71-81。
园区之间还会像奴隶贸易一样相互转让受害者。2024年，一名来自中国的受害者曾因生病不能参加电诈，而被位于财通的老板以7000美元的价格卖到戈公省的其他电诈园区:84-87。

### 诈骗手段
柬埔寨常见的诈骗手段有网恋诈骗、虚假博彩、虚假投资、冒充客服或公务员等，主要以中国大陆居民作为诈骗对象，但近年欧美和亚洲的多国均出现被骗者，每年的诈骗资金超过百亿美元。诈骗团伙会将自己所从事的诈骗称作「盘口」或「盘」，比如虚假恋爱诈骗被称为「杀猪盘」，推广博彩软件引人下注的被称为「赌博资金盘」，专门针对中国之外国家进行诈骗的被称为「杀洋盘」，运作这些「盘」的诈骗组织头目则被称为「盘总」。

### 跨国洗钱与汇旺集团
2021年，柬埔寨汇旺集团旗下的金融担保服务汇旺担保上线，汇旺担保最初宣称作为房地产、汽车等合法商品的交易平台。该平台很快吸引了大量电诈犯罪团伙为其主要客户，通过成千上万个Telegram群组等渠道，作为犯罪集团洗钱、人口交易、犯罪工具交易（银行卡、SIM卡等）和犯罪技术交易（犯罪网站搭建、deepfake换脸等）的重要媒介。犯罪分子通常使用以USDT为主的加密货币。2024年9月，汇旺发行了美元支持的稳定币USDH，自称「永不冻结」。2024年7月，英国区块链分析媒体Ellipic发布了关于汇旺担保参与电诈犯罪活动的调查报告，同时指控其与洪森家族有关，同月，汇旺担保的一个账户由于涉嫌与朝鲜黑客组织有联系被Tether冻结。随后，汇旺担保更名为「好旺担保」，汇旺集团也在其官网移除了对汇旺担保的描述，但其资金规模仍在增长，至2025年1月，该平台参与的虚拟货币流通价值已达至少240亿美元。2025年5月，美国财政部将汇旺集团列为「有重要洗钱隐患的金融机构」，指控汇旺支付、汇旺Crypto、好旺担保均在汇旺集团建立的洗钱网络中扮演重要角色。Ellipic的报道指出汇旺集团收到了价值至少980亿美元的资产。。

### 新闻
1. ↑  . 央视新闻.   [2025-08-14].
2. ↑  Sun Li and Hu Meidong. . China Daily. 2013年8月30日  [2025-08-12]. （原始内容存档于2020-06-03）.
3. ↑  杨维汉. . 新华社. 2011年6月11日  [2025-08-14]. （原始内容存档于2021-09-02）.
4. ↑  劉子維. . BBC. 2015年11月11日  [2025-08-14]. （原始内容存档于2020-02-25）.
5. ↑  . 中国新闻网. 2020年1月1日  [2025-08-14]. （原始内容存档于2020年6月18日）.
6. ↑  . 星岛头条. 2025年7月8日  [2025-08-14].
7. ↑  趙觀祺. . HK01. 2022年8月18日  [2025-08-14].
8. ↑  .   [2025-08-14]. （原始内容存档于2024-06-22）.
9. ↑  中国驻柬埔寨大使馆. . 2022年2月16日  [2025-08-14]. （原始内容存档于2025-05-12）.
10. ↑  蔡苡柔. . HK01. 2023年1月3日  [2025-08-14].
11. ↑  . 柬中时报. 2023年8月21日  [2025-08-14]. （原始内容存档于2024-06-14）.
12. ↑  国际刑警组织. . 国际刑警组织.   [2025-08-14]. （原始内容存档于2025-05-28）.
13. 1 2  黄瑞黎. . 纽约时报. 2023年8月31日  [2025-08-14]. （原始内容存档于2025-03-04）.
14. ↑  . 国际刑警组织.   [2025-08-14]. （原始内容存档于2025-07-06）.
15. ↑  国际特赦组织. . 国际特赦组织.   [2025-08-14]. （原始内容存档于2025-06-29）.
16. ↑  美国国务院. . 美国国务院. 2024年9月12日  [2025-08-14]. （原始内容存档于2025-02-07）.
17. ↑  . 韩国广播公司. 2024年10月24日  [2025-08-14]. （原始内容存档于2025-03-25）.
18. ↑  . 金边现场. 2024年10月25日  [2025-08-14]. （原始内容存档于2025-07-16）.
19. ↑  . 星洲网. 2025年7月27日  [2025-08-15]. （原始内容存档于2025-07-28）.
20. ↑  . 亚洲新闻台. 2025年7月24日  [2025-08-15]. （原始内容存档于2025-07-26）.
21. ↑  . 星洲网. 2025年3月2日  [2025-08-14]. （原始内容存档于2023-05-28）.
22. ↑  . 环球时报. 2025年2月21日  [2025-08-14]. （原始内容存档于2025-02-22）.
23. ↑  . Elliptic.   [2025-08-15]. （原始内容存档于2025-05-13）.

### 调查报告
1. 1 2 3 4 5  联合国人权事务高级专员办事处. .   [2025-08-14]. （原始内容存档于2025-06-27）.
2. ↑  赵孟. . 界面新闻.   [2025-08-14]. （原始内容存档于2024-08-12）.
3. 1 2 3  SHAUN TURTON. . 日本经济新闻. 2021年9月1日  [2025-08-14]. （原始内容存档于2021-09-01）.
4. 1 2 3 4 5 6 7 8 9 10 11  国际特赦组织.  (PDF). 国际特赦组织.   [2025-08-14]. （原始内容存档 (PDF)于2025-07-05）.
5. 1 2 3 4  Cezary Podkul, with Cindy Liu for ProPublica. . ProPublica. 2022年9月13日  [2025年8月14日]. （原始内容存档于2024年5月27日）.
6. ↑  . 半岛电视台.   [2025-08-14]. （原始内容存档于2025-07-17）.
7. ↑  . BBC. 2023年3月9日  [2025-08-14]. （原始内容存档于2025-07-21）.
8. 1 2  楊智強. . 報導者. 2022年8月9日  [2025-08-14]. （原始内容存档于2022-10-05）.
9. ↑  美国国务院. .   [2025-08-14]. （原始内容存档于2025-03-20）.
10. ↑  联合国.  (PDF).   [2025-08-14]. （原始内容存档 (PDF)于2025-07-06）.
11. ↑  美国国务院. . 美国国务院.   [2025-08-14]. （原始内容存档于2025-07-23）.
12. ↑  . 韩国广播公司. 2024年10月22日  [2025-08-14].
13. ↑  Jack Adamović Davies. . 自由亚洲电台.   [2025-08-14].
14. ↑  . 朝鲜日报. 2025年7月28日  [2025-08-15]. （原始内容存档于2025-07-28）.
15. ↑  成璞. . 环球网.   [2025-08-20].
16. ↑  汪徐秋林. . 南方周末.   [2025-08-20].
17. ↑  . Elliptic.   [2025-08-15]. （原始内容存档于2025-06-21）.
18. ↑  . Elliptic.   [2025-08-15]. （原始内容存档于2025-07-24）.